# 埃迪米爾松·費爾南德斯
埃迪米爾松·費爾南德斯·里贝罗（葡萄牙語：Edimilson Fernandes Ribeiro；1996年4月15日—），是一名瑞士職業足球員，現效力於瑞士足球超级联赛球隊年轻人，他也效力於瑞士國家足球隊。司職中場。

## 球會生涯

### 錫永
費爾南德斯為錫永的青訓球員。2013年6月1日，他首次代表球隊於聯賽上陣，對手為蘇黎世。於比賽中，他獲正選上陣，於第53分鐘被換出，最終球隊以4比2勝出。2015年3月1日，他在對陣的比賽，攻入職業生涯首個入球，最終球隊以2比2與對手打平。費爾南德斯為錫永上陣2015–16年歐霸盃全部比賽，直至三十二強被布拉加淘汰。總計，他曾為錫永一線隊上陣65場，亦曾為錫永 U21上陣41場。

### 韋斯咸
2016年8月25日，費爾南德斯轉會至英格蘭超級足球聯賽球會韋斯咸，轉會費為500萬鎊，簽約4年。9月25日，他在對陣修咸頓的聯賽中首次代表球隊上陣，於第82分鐘後備入替，但球隊在主場以0比3落敗。10月26日，費爾南德斯在英格蘭聯賽盃對陣車路士的比賽中，攻入轉會後首球，協助球隊以2比1小勝對手晉級。

## 國家隊生涯
2016年3月，費爾南德斯首次代表瑞士 U21上陣，對手為英格蘭 U21，最終雙方以1比1打成平手。9月2日，他為瑞士 U21上陣的第二場比賽中，他攻入1球，協助球隊以3比0大勝哈薩克 U21。
2016年11月，費爾南德斯首次獲瑞士國家足球隊的徵召，參加對陣法羅群島國家足球隊的比賽。比賽中，他於第69分鐘上陣，完成國家隊首戰。

## 個人生活
費爾南德斯於瑞士锡永出生，並擁有葡萄牙和佛德角的血統。他是、和卡貝爾的表兄弟。

## 生涯統計
截至2017年5月13日
| 球會     | 賽季        | 聯賽               | 聯賽 | 聯賽 | 盃賽 | 盃賽 | 聯賽盃 | 聯賽盃 | 歐洲賽事 | 歐洲賽事 | 其他 | 其他 |
| 球會     | 賽季        | 聯賽               | 出場 | 入球 | 出場 | 入球 | 出場   | 入球   | 出場     | 入球     | 出場 | 入球 |
| -------- | ----------- | ------------------ | ---- | ---- | ---- | ---- | ------ | ------ | -------- | -------- | ---- | ---- |
| 錫永     | 2012–13賽季 | 瑞士足球超級聯賽   | 1    | 0    | 0    | 0    | —      | —      | —        | —        | 1    | 0    |
| 錫永     | 2013–14賽季 | 瑞士足球超級聯賽   | 16   | 1    | 0    | 0    | —      | —      | —        | —        | 16   | 1    |
| 錫永     | 2014–15賽季 | 瑞士足球超級聯賽   | 26   | 1    | 3    | 2    | —      | —      | —        | —        | 29   | 3    |
| 錫永     | 2015–16賽季 | 瑞士足球超級聯賽   | 5    | 0    | 4    | 2    | —      | —      | 8        | 0        | 17   | 2    |
| 錫永     | 總計        | 總計               | 48   | 2    | 7    | 4    | —      | —      | 8        | 0        | 63   | 6    |
| 韋斯咸   | 2016–17賽季 | 英格蘭超級足球聯賽 | 28   | 0    | 1    | 0    | 3      | 1      | 0        | 0        | 32   | 1    |
| 韋斯咸   | 總計        | 總計               | 28   | 0    | 1    | 0    | 3      | 1      | 0        | 0        | 32   | 1    |
| 生涯總計 | 生涯總計    | 生涯總計           | 76   | 2    | 8    | 4    | 3      | 1      | 8        | 0        | 95   | 7    |

## 外部連結
- 足球数据库：埃迪米爾松·費爾南德斯的球员统计数据